# Sohatu
Sohatu est une commune située au sud-est de la Roumanie, dans la région de Munténie, dans le județ de Călărași.
En 2011, la population de Sohatu comptait 3 240 habitants.

## Personnalités
Constanța Burcică (1971-), championne olympique d'aviron.